# Sulcus intertubercularis humeri

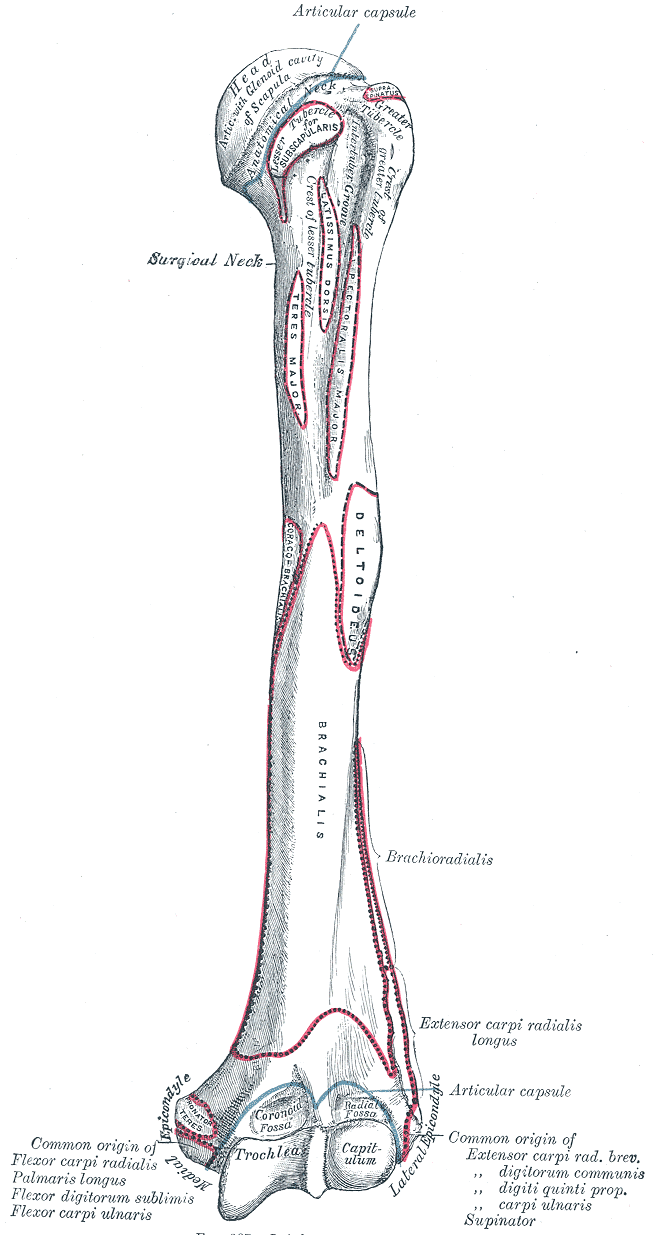
A felkarcsont (a két felső dudor között fut függőlegesen lefelé)

A sulcus intertubercularis humeri a felkarcsonton (humerus) található mélyedés, mely a tuberculum minus humerit és a tuberculum majus humerit választja el. Ebben a mélyedésben fut a kétfejű karizom (musculus biceps brachii) ina, valamint az arteria circumflexa humeri anterior egyik ága.